# Extazis
Az Extazis 1996-ban alakult magyar rockzenekar.

## A zenekar története
Az Extazis zenekar kezdete 1996-ra nyúlik vissza; Tuza Róbert alapította. A kezdeti demofelvételek után az első stúdióalbumuk 2001-ben jelent meg Életen át címmel, ahol a zenekar tagjai Tuza Róbert (ének, basszusgitár), Nagy Balázs (gitár, vokál), Kirigucz ‘Unga’ József (dobok) és Véber Károly (gitár) voltak. Az album anyagát a Kalapács Band vendégeként népszerűsítették több hazai városban. Véber Károly helyét később Simon Dénes vette át; így jelenhetett meg 2003-ban második, Rock and Roll Express című albumuk, amit az első lemezhez hasonlóan a szolnoki Denevér stúdióban rögzítettek.
Később dobosváltásra került sor Gachal Gábor személyében. Ezzel a felállással 2004. október 17-én a budapesti WIGWAM tehetségkutatón második helyezést ért el a zenekar, valamint elnyerték a legjobb dobosnak és legjobb énekesnek járó címeket is. Ugyanebben az évben, december 6-án egyik példaképük, a nemzetközileg ismert Sebastian Bach, a világhírű Skid Row zenekar énekesének vendégzenekaraként léphettek színpadra.
2005-ben egy demofelvételt rögzítettek, amelyen két új dal volt hallható.
Ezután ismét új gitárosok kerültek a csapatba. A zenekar leghosszabb ideig működő és legsikeresebb formációja 2005 végére alakult ki, mikor Tuza Róbert (ének, akusztikus gitár), Nagy Balázs (gitár, vokál) és Gachal Gábor (dobok, vokál) mellé csatlakozott Szarka Endi (gitár, vokál) és Nagy Dénes (basszusgitár, vokál). Ebben a felállásban a zenekar stílusát nagyban meghatározta, hogy minden tag vokálozott és részt vett a dalszerzésben. Így forgatták le első, Angyalok Városa című klipjüket 2006-ban, amit újrahangszereltek egy korábbi albumról.
A zenekar összecsiszolódását követően 2007 augusztusában Abádszalókon a Republic zenekar vendégeként álltak színpadra, majd ezután több éven keresztül járták végig velük a hazai és határon túli színpadokat.
A zenekar számára az igazi áttörést a 2007-ben a Tom-Tom stúdióban rögzített Ennyi a lényeg című albumuk hozta meg. 2008 őszén az EMI lemezkiadó is felfigyelt a zenekarra, melynek segítségével 2009 márciusában hivatalosan is megjelent, majd komolyabb terjesztésre került az Ennyi a lényeg album. Ezt médiaturné és több televíziós, illetve rádiós szereplés követte.  2008. november 4-én Galler András „Indián” rendezésében leforgatták első profi klipjüket az album címadó dalához. Az Ennyi a lényeg című dal a 2010-es év MAHASZ 40-es lista előkelő huszonkettedik helyéig jutott, és ezután évekig rotációban szerepelt az országos rádiók lejátszási listáin.
Következő albumuk 2012-ben Most! címmel jelent meg. Az album első videóklipjét a Vigyázz rám című dalhoz készítették. Ezen kívül több dalhoz is készült klip: Happy End, A véletlen műve, Álmodj mesét. Ez utóbbi Tuza S. Tibor versének megzenésítése, melyhez a klipet fia, Tuza Róbert forgatta.
2014-ben rögzítették az Ajándék című dalt, amely ezúttal az Extazis megszokott hangszerelésétől valamivel könnyedebb stílusban készült el. A dal videóklipjét saját forgatókönyv alapján maguk készítették.
2015. február 27-én az Extazis zenekar határozatlan időre felfüggesztette működését.

## Tagok
- Tuza Róbert – ének, akusztikus gitár ( 1996- 2005 basszusgitár)
- Nagy Balázs – gitár, vokál
- Gachal Gábor – dob, vokál
- Szarka Endi – gitár, vokál
- Nagy Dénes – basszusgitár, vokál

### Korábbi tagok
- Kirigucz ‘Unga’ József – dobok, 1996–2004
- Véber Károly – gitár, 1996–2002
- Simon Dénes – gitár, 2002–2005
- Mile Gyula – gitár, 1996
- Juhász Mihály – basszusgitár, 2004–2005
- Sándor 'Filé' Miklós – basszusgitár, 2005

## Diszkográfia
Életen át (2001)
- Az emlékek mindig élnek
- Új szelek fújnak
- Életen át
- Mindig remélj
- Vad románc
- Ha szól a rock 'n' roll
- Száguldás az éjen át
- A falon túl
- Őszinte szívvel
- Rock 'n' roll gyermeke (V.P. emlékére)
- A sztár

Rock and Roll Express (2003)
- Hajt a véred
- Ami éltet
- Carpe diem
- Angyalok városa
- Halj meg velem
- Fény és csillogás
- Ez az a méreg
- Távol a mától
- Good bye
- Pár év után
- Halott érzelem
- Őrült valóság

Demo (2005)
- Kell Valami
- Rázd Velem

Ennyi a lényeg! (2009)
- Fények az égen
- Hosszú utakon
- Ennyi a lényeg
- Vallomás
- Amíg elalszol
- Új nap hajnalán
- Élni úgy...
- A szerencse csillaga
- Olyan igazi még
- Az óra jár
- Volt ami volt
- Vágyak szárnyain

Most! (2012)
- Happy End
- Ott és akkor (Nincs határ)
- Vigyázz rám
- Álmaink után
- Ahogyan szeretnéd
- Repülj...
- Túl a végzeten
- A véletlen műve
- Ég veled
- Minden átölel
- Csak egy szó
- Most!
- Álmodj mesét

Ajándék (single, 2014)